# Макс и Джереми
«Макс и Иеремия» (фр. Max et Jérémie) — фильм режиссёра Клер Девер 1992 года.

## Сюжет
Молодому наёмному убийце, желающему поучаствовать в «настоящем деле» и повысить тем самым свою репутацию, главы его мафиозного клана поручают убрать такого же наёмного убийцу, который уже в летах и к тому же знает слишком много. Однако старый профессионал сразу вычисляет молодого «коллегу», когда последний пытается завязать знакомство с ним, но вместо того, чтобы избавиться от парня, он предлагает ему совместную работу. Понемногу между ними возникают тесные и доверительные дружеские отношения, более походящие на отношения отца и сына. Но мафиозные боссы не отступают от своего плана убрать старика и отдают уже своим сподручным приказ расправиться с ним и его молодым напарником.

## В ролях
- Филипп Нуаре — Макс
- Кристофер Ламбер — Джереми
- Жан-Пьер Марьель — Алмейда
- Кристоф Оден — Джеки Коэн
- Фёдор Шаляпин — Сэм Марберг
- Тьерри Хименес — Ришар
- Жан-Пьер Мигель — Мобюиссон
- Хосе Квальо — Эжен Агопьян
- Патрик Рокка — подручный
- Кристин Дежу — Лиза
- Карин Виар — девушка
- Мишель Ларок — Сюзанна

## Саундтрек
Max & Jeremie- Soundtrack 1992
- 1. La voiture piegee (02:00)

- 2. La cite de Jeremie (01:29)

- 3. Jeremie chez Max (02:57)

- 4. La boxe (02:48)

- 5. La demission de Jeremie (03:05)

- 6. La mort de Marberg (04:32)

- 7. La piscine (02:38)

- 8. Max jette Jeremie (04:55)

- 9. La solitude de Jeremie (02:59)

- 10. Un marche dans le Sud (03:37)

- 11. Max blesse (03:55)

- 12. Le carnet au casino (04:41)

- 13. Le train (Final) (05:49)

Total Duration: 00:45:25

## Интересные факты
- Фильм снимался по роману «Max Trueblood and the Jersey Desperado» американской писательницы Тери Уайт, который был опубликован в 1987 году. При переводе на французский название книги изменили на «Les lamentations de Jeremiah», или на русском «Плач Иеремии».[1]
- Сценаристы фильма Клэр Девер и Бернар Стора перенесли место действия во Францию. Макс Трублад, в частности, стал Робером Максандром. Джеремия Донахью стал Иеремией Колачовски.
- Во время работы над фильмом «Ход конём» К. Ламберт прочитал сценарий Клэр Деверс и сразу согласился сниматься (после многолетнего отсутствия на французских съёмочных площадках).
- В перерывах между съёмками Ф. Нуаре и К. Ламберт часто общались между собой на английском языке, чтобы проникнуться духом первоисточника фильма.
- К. Ламберт получил ожоги ног при съёмках сцены взрыва и пожара в квартире Макса.[2]

## История проката

### Даты премьер
Даты приведены в соответствии с данными IMDb.
- Франция — 14 октября 1992 года
- Германия — 25 марта 1993 года
- Республика Корея — 1 мая 1993 года
- Аргентина — 27 мая 1993 года
- Испания — 16 июля 1993 года
- Нидерланды — 12 августа 1993 года
- Венгрия — 22 сентября 1994 года

## Награды и номинации
Список номинаций приведён в соответствии с данными IMDb.
| Год  | Премия                               | Категория                  | Имя              | Результат |
| ---- | ------------------------------------ | -------------------------- | ---------------- | --------- |
| 1993 | Кинопремия «Сезар»                   | Лучший актёр второго плана | Жан-Пьер Марьель | Номинация |
| 1994 | Международный кинофестиваль в Боготе | Лучший фильм               | Клэр Деверс      | Номинация |